# Cylindrotelphusa granulata
Cylindrotelphusa granulata is een krabbensoort uit de familie van de Gecarcinucidae. De wetenschappelijke naam van de soort is voor het eerst geldig gepubliceerd in 1951 door Pillai.